# Soatanana
Soatanana è un comune rurale (kaominina) del Madagascar situato nella regione di Haute Matsiatra.
Nel censimento del 2001, la popolazione del comune è stata stimata a 10.000 unità, in prevalenza di etnia Betsileo.

## Economia
L'economia del comune si basa principalmente su un'agricoltura di sussistenza e sul piccolo allevamento.
Tra le attività tradizionali vi è la produzione e la tessitura della seta, praticata soprattutto dalle donne.
A partire dal 2009, manufatti tessili prodotti nel comune vengono esportati in Italia attraverso il circuito del commercio equo e solidale.

## Società

### Religione
Soatanana è la sede di una numerosa comunità dei "Discepoli del Signore", una congregazione protestante i cui adepti, interamemente vestiti di bianco, praticano una sorta di collettivismo religioso.